# Ząb (Petite-Pologne)
Pour les articles homonymes, voir Ząb.
Ząb est une localité polonaise de la gmina de Poronin, située dans le powiat des Tatras en voïvodie de Petite-Pologne.